# Wet van Hooke

De wet van Hooke (lineaire lijn) voor compressie en rek van veren.

De wet van Hooke (Latijn: ut tensio, sic vis, "zoals de rek, zo is de kracht") is een bekende wet uit de natuurkunde en materiaalkunde die de evenredigheid tussen de mechanische spanning en de hieruit voortkomende vervorming (bijvoorbeeld een uitrekking) beschrijft. De wet geldt voor allerhande materialen tot de proportionaliteitsgrens. Voorbij die grens is de vervorming niet omkeerbaar, indien men met een veer te maken heeft, is de veer vernield. Voor veren in laboratoria worden dan ook staalsoorten gebruikt met een hoge proportionaliteitsgrens. De Britse natuurkundige Robert Hooke publiceerde de wet van Hooke in 1678 in de vorm van een anagram: ceiiinosssttuv. Tevens formuleerde hij deze in 1678 in zijn werk De Potentia Restitutiva. De wet van Hooke kan thans worden afgeleid uit de microscopische uitleg van veerkracht.
De aanduiding wet is echter enigszins misleidend. Het karakter van deze wet is heel anders dan dat van algemeen geldende wetten zoals de wetten van Newton. De wet van Hooke is niet meer dan een zgn. materiaalvergelijking, een wiskundige weergave van bepaalde experimenteel gevonden resultaten. Deze "natuurwet" is niet algemeen geldig, in tegenstelling tot een echte natuurwet.

## Fysica
De wet van Hooke zegt dat in het elastische gebied de uitrekking {\displaystyle u} van een materiaal recht evenredig is met de kracht {\displaystyle F} die op dat materiaal wordt uitgeoefend: 
{\displaystyle u={\frac {1}{E}}F}
De omgekeerde {\displaystyle E} van de evenredigheidsconstante heet de elasticiteitsmodulus van het materiaal. Hoe stijver een materiaal is, dus hoe groter de elasticiteitsmodulus is, des te groter de benodigde kracht is voor een bepaalde uitrekking.

## Soorten veren

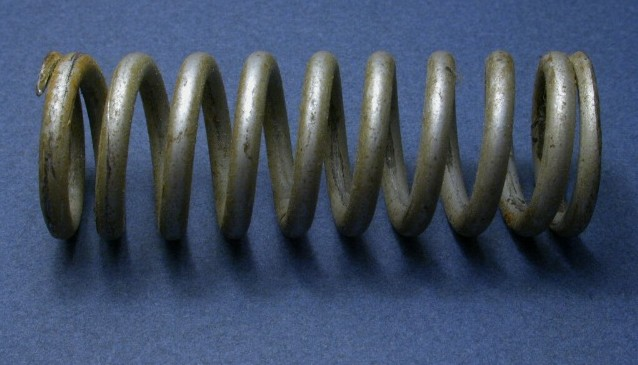
De wet van Hooke beschrijft het gedrag van een mechanische veer als gevolg van kleine veranderingen in de lengte

Illustratie van de wet van Hooke voor veren

De wet van Hooke kan ook voor een spiraalveer geformuleerd worden:
{\displaystyle u={\frac {1}{k}}F}
In de plaats van de elasticiteitsmodulus komt nu de zogeheten veerconstante die aangeeft hoe stijf of stug de veer is, of iets anders geformuleerd hoe groot de vervorming (verlenging of verkorting) is als er een bepaalde kracht op de veer werkt.
Als de formule met vectoren voor {\displaystyle F} en {\displaystyle \Delta l} geschreven wordt, verschijnt een minteken om de terugdrijving door de veer weer te geven. Een algemene uitdrukking van de wet van Hooke past tensoren toe.
Deze wet wordt gebruikt door de dynamometer (krachtmeter).
De veerconstante {\displaystyle k} wordt bepaald met behulp van de sterkteleer in de mechanica. Er geldt: 
{\displaystyle k={\frac {F}{u}}} (SI-eenheid: N/m)
waarin {\displaystyle u} de uitrekking of indrukking is van een veer als er een kracht {\displaystyle F} op de veer werkt.

### Torsieveerconstante
Bij een torsieveer, die wordt belast door een moment, zal de veer roteren. De stijfheid van deze torsieveren wordt torsieveerconstante genoemd. De wet van Hooke heeft hier de vorm:
{\displaystyle \phi ={\frac {1}{C}}M}
waarin {\displaystyle \phi } gelijk is aan de hoek waarover de veer verdraaid wordt en {\displaystyle M} het aangelegde moment. De omgekeerde {\displaystyle C} van de evenredigheidsconstante is de torsieveerconstante.

### Lineaire en niet lineaire veren
Voor een eenvoudige schroefvormige, metalen veer is het maken van berekeningen met een veerconstante een zeer goede benadering. Naarmate een veer meer windingen heeft, is de vervorming van het materiaal geringer en blijft een en ander in het lineaire gebied. Hierdoor kan een veer voor wegingen gebruikt worden met een simpele lineaire schaal. Bij meer complex gevormde, metalen, verende onderdelen wordt dit ingewikkelder en wordt bij berekeningen vaak gebruikgemaakt van energieformules.
Vergeleken met een schroefveer heeft een verend onderdeel gemaakt van kunststof (elastische materialen) een veel slechtere lineariteit. Dat wil zeggen dat bijvoorbeeld in een uitgerekt elastiek  de elasticiteitsmodulus voor verdere kleine uitwijkingen, verschilt van die voor een niet uitgerekt elastiek.  We spreken dan van niet-lineaire veren.

### Plastische veren
Veren waarbij de vervorming toeneemt bij een bepaalde kracht (dus zonder dat deze kracht nog verder toeneemt) vervormen plastisch.

## Materiaalkunde

### Normaalspanning
Als op een voorwerp een normaalspanning wordt uitgeoefend, zal het voorwerp:
1. uitrekken in de richting van de kracht, en
2. inkrimpen haaks op de richting van de kracht.

In formulevorm voor de x-richting
{\displaystyle \delta x={\frac {1}{E}}(\sigma _{x}-\nu \sigma _{y}-\nu \sigma _{z})}
met 
{\displaystyle \sigma } de spanning in de x-richting,
{\displaystyle E} de elasticiteitsmodulus,
{\displaystyle \nu } de modulus van Poisson en
{\displaystyle \delta x} de uitrekking in de x-richting
Voor y- en z-richtingen gelden analoge formules.

### Schuifspanning
Werkt op een voorwerp een schuifspanning τ, dan treedt een verschuiving gamma op. In formulevorm:
{\displaystyle \gamma _{x}={\frac {\tau _{x}}{G}}}
met {\displaystyle G} de glijdingsmodulus.
Voor y- en z-richtingen gelden analoge formules.